# Мачедонски, Александру (генерал)
Александру Димитрие Македонски или Мачедонски (рум. Alexandru Macedonski; 22 декабря 1816, Бухарест, Молдавское княжество — 24 сентября 1869 там же) — румынский политический, государственный и военный деятель, первый генерал румынских княжеств (1859), военный министр Соединённых княжеств Молдавии и Валахии (1859), военный переводчик.
Отец поэта Александру Мачедонского.

## Биография
Учился в Императорской школе в Херсоне (Российская империя), вернувшись на родину, стал служить в 1-м Бухарестском пехотном полку. В 1834—1838 годах продолжил военную учебу в Житомире. В апреле 1838 года был произведён в чин прапорщика. С февраля 1843 года — поручик Королевской канцелярии Георге Бибеску, господаря Валахии (1842—1848). В 1844 году был командирован в Россию для обучения и закупки военного снаряжения.
В 1850—1852 годах перевёл с русского языка и отредактировал Воинский устав пехотной службы, Наставление по стрельбе по мишеням и другую военную спецлитературу для использования Национальной военной школой. В 1852 году был произведён в майоры .
В 1853 году майор Александру Македонский — командир Образцового батальона, получил благодарность от господаря Валахии Барбу Димитрия Штирбея. В следующем году назначен приказом по армии командиром 3-го пехотного полка.
В 1857 году получил звание полковника и был назначен командиром 5-го полка («Bulletinul Ţără Românesti») приказом каймакама Валахии Александру II Гики.
В мае 1859 года стал первым генералом румынских княжеств и командующим армии - военным министром ( 27 марта — 6 сентября 1859) при правительстве Константина Крецулеску. С июня 1859 г. назначен первым адъютантом правителя и начальником его штаба. Из-за конфликте с правителем подал в отставку с поста военного министра.
В следующем году  был назначен председателем Комиссии по армейскому ассигнационному дому и членом комиссии по Военно-учебным заведениям, а в 1861 году стал командиром Бухарестского гарнизона. Позже вышел в отставку.
В январе 1869 года восстановлен в армии. Умер в Бухаресте и похоронен с воинскими почестями. Его жена Мария Македонская подозревала, что смерть мужа наступила в результате отравления.